# Historia de Birmania
La historia de Myanmar (también conocida como Birmania; en birmano: မြန်မာ့သမိုင်း) abarca desde los primeros asentamientos humanos conocidos hace 13.000 años hasta la actualidad. Los primeros habitantes de la historia documentada fueron un pueblo de de habla tibeto-birmana que estableció las ciudades-estado Pyu extendidas hasta el sur de Pyay y adoptó el Theravada.
Otro grupo, los bamar, penetró en el valle superior del Irrawaddy a principios del siglo IX. Fundaron el Reino Pagano (1044-1297), la primera unificación del valle del Irrawaddy y su periferia. La lengua birmana y la cultura birmana fueron sustituyendo lentamente a las normas pyu durante este periodo. Tras la Primera invasión mongola de Birmania en 1287, varios pequeños reinos, de los cuales el Reino de Ava, el Reino de Hanthawaddy, el Reino de Mrauk U y los Estados Shan eran las principales potencias, pasaron a dominar el paisaje, repleto de alianzas siempre cambiantes y guerras constantes.
En la segunda mitad del siglo XVI, la dinastía Toungoo (1510-1752) reunificó el país y fundó el mayor imperio de la historia del Sudeste Asiático durante un breve periodo. Los reyes Taungoo posteriores instituyeron varias reformas administrativas y económicas clave que dieron lugar a un reino más pequeño, pacífico y próspero en el siglo XVII y principios del XVIII. En la segunda mitad del siglo XVIII, la dinastía Konbaung (1752-1885) restauró el reino y continuó las reformas Taungoo, que incrementaron el dominio central en las regiones periféricas y dieron lugar a uno de los estados más alfabetizados de Asia. La dinastía también entró en guerra con todos sus vecinos. Las guerras anglo-birmanas (1824-85) desembocaron en el dominio colonial británico.
[La dominación británica en Birmania trajo consigo varios cambios sociales, económicos, culturales y administrativos duraderos que transformaron por completo la sociedad, antaño agraria. La dominación británica acentuó las diferencias entre los diversos grupos étnicos del país. Desde su independencia en 1948, el país ha vivido un una de las guerras civiles más largas en el que se han enfrentado grupos insurgentes que representaban a minorías políticas y étnicas y sucesivos gobiernos centrales. El país estuvo bajo gobierno militar bajo diversas formas desde 1962 hasta 2010 y de nuevo desde 2021 hasta la actualidad, y en el proceso aparentemente cíclico se ha convertido en una de las naciones menos desarrolladas del mundo.

## Los Mon y los Pyu
Birmania se halla habitada desde la prehistoria. En torno al siglo IX a. C. hay vestigios de desarrollos agrícolas, pero no tuvo una civilización importante hasta después, cuando fue dominada por los mon entre los siglos III a. C.-XI d. C. Esta cultura llegó a Myanmar en el siglo I a. C. y con el tiempo recibiría influencias budistas de monjes llegados a sus tierras (aunque no hay evidencia real de esto pues las guerras hicieron que se perdiesen muchos objetos mon). Con el tiempo los mon se unirían a personas de territorios hindúes y se crearía una cultura híbrida. 
Por otro lado se encontraban los pyu, que formaron ciudades-reino en Binnaka, Mongamo, Sri Ksetra, Peikthanomyo, y en Halingyi. Por aquella época Myanmar no era más que un territorio de comercio entre las zonas chinas e hindúes y de todas formas los pyu nunca llegaron a formar un reino unificado, aunque la ciudad de Sri Ksetra cobró mucha importancia y se convirtió en la ciudad principal de la cultura. Cuando los pyu de esta ciudad-reino trasladaron la capital de su dominio más al norte, a otra ciudad pyu, esta fue atacada por otro reino no-pyu, Nanzhao. Esto se considera el final de la cultura pyu.

## El Reino de Birmania
El vacío dejado por estos lo llenaron en el año 849 d. C. los habitantes que llegaron a aquellas tierras y crearon un reino con sede en Pagan, ahora llamada Bagan. Este reino atacaría bajo el mando de su líder Anawrahta la ciudad mon de Thaton en 1057. De este modo lo que en la actualidad es el territorio de Myanmar quedó unificado por aquel entonces por el Reino de Pagan. No obstante en 1277 el último verdadero gobernante del reino, Narathihapate, se sintió suficientemente poderoso para atacar a los mongoles. En la Batalla de Ngasaunggyan los mongoles fueron atacados por Pagan pero vencieron y el Reino de Pagan se colapsó ante la muerte del rey a manos de su hijo y ante la invasión mongol que, en la Batalla de Pagan en 1287 conquistaron el Reino e impusieron un gobernador.

### Reino inicial de los Pagan
Los birmanos que habían descendido con las incursiones de principios del IX Nanzhao de los estados Pyu permanecieron en la Alta Birmania. (Los hilillos de migraciones birmanas hacia el valle superior del Irrawaddy podrían haber comenzado ya en el siglo VII.) A mediados y finales del siglo IX, Pagan se fundó como asentamiento fortificado en un lugar estratégico del Irrawaddy, cerca de la confluencia del Irrawaddy y su principal afluente, el río Chindwin.
Puede haber sido diseñado para ayudar a los Nanzhao a pacificar el campo circundante. Durante los siguientes doscientos años, el pequeño principado creció gradualmente para incluir sus áreas circundantes inmediatas- hasta cerca de 200 millas de norte a sur y 80 millas de este a oeste por Anawrahta la adhesión de Anawrahta en 1044.

### Imperio Pagan (1044-1297)

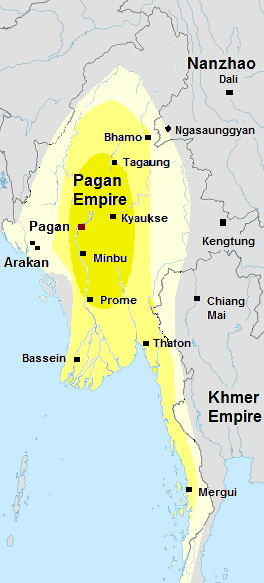
Imperio Pagan durante el reinado de Narapatisithu. Las crónicas birmanas también reivindican Kengtung y Chiang Mai. Las zonas centrales aparecen en amarillo oscuro. Las zonas periféricas en amarillo claro. Pagan incorporó puertos clave de la Baja Birmania a su administración central en el.

En los 30 años siguientes, Anawrahta fundó el reino de Bagan, unificando por primera vez las regiones que más tarde constituirían la actual Birmania. Los sucesores de Anawrahta a finales del siglo XII habían extendido su influencia más al sur, a la Península Malaya superior, al menos hasta el río Salween en el este, por debajo de la actual frontera con China en el extremo norte, y al oeste, al norte del Arakan y las colinas Chin. Las crónicas birmanas afirman la soberanía de Pagan sobre todo el Valle del Chao Phraya, y las crónicas tailandesas incluyen la península baja de Malaca hasta el estrecho de Malaca en el reino de Pagan.
A principios del siglo XII, Pagan se había convertido en una gran potencia junto al Imperio jemer en el sudeste asiático, reconocido por la Song China y la dinastía Chola de la India. A mediados del siglo XIII, la mayor parte del sudeste asiático continental estaba bajo el control del Imperio Pagano o del Imperio Jemer.
Anawrahta también llevó a cabo una serie de reformas sociales, religiosas y económicas clave que tendrían un impacto duradero en la historia birmana. Sus reformas sociales y religiosas dieron lugar a la actual cultura de Myanmar. El acontecimiento más importante fue la introducción del budismo Theravada en la Alta Birmania tras la conquista del reino de Thaton por Pagan en 1057. Apoyada por el patrocinio real, la escuela budista se extendió gradualmente al nivel de las aldeas en los tres siglos siguientes, aunque el Vajrayana, el mahayana, el hinduismo y el animismo permanecieron fuertemente arraigados en todos los estratos sociales.
La economía de Pagan se basaba principalmente en la cuenca agrícola del distrito de Kyaukse, al noreste de la capital, y en el Minbu, al sur de Bagan, donde los bamares habían construido un gran número de nuevas presas y canales de derivación. También se beneficiaba del comercio exterior a través de sus puertos costeros. La riqueza del reino se dedicó a la construcción de más de 10.000 templos budistas en la zona de la capital pagana entre los siglos XI y XIII (de los que 3.000 se conservan en la actualidad). Los ricos donaban tierras libres de impuestos a las autoridades religiosas.
La lengua y la cultura birmanas se hicieron gradualmente dominantes en el valle superior del Irrawaddy, eclipsando las normas Pyu y Pali a finales del siglo XII. Para entonces, el liderazgo bamar del reino era incuestionable. Los pyu habían asumido en gran medida la etnia bamar en la Alta Birmania. La lengua birmana, antaño ajena, era ahora la lingua franca del reino.
El reino entró en decadencia en el siglo XIII, cuando el continuo crecimiento de la riqueza religiosa exenta de impuestos -en la década de 1280, dos tercios de la tierra cultivable de la Alta Birmania se habían enajenado a la religión- afectó a la capacidad de la corona para conservar la lealtad de los cortesanos y militares. Esto dio paso a un círculo vicioso de desórdenes internos y desafíos externos por parte de mons, mongoles y shans.
A partir de principios del siglo XIII, los shan comenzaron a cercar el Imperio pagano por el norte y el este. Los mongoles, que habían conquistado Yunnan, la antigua patria de los bamar, en 1253, iniciaron su invasión en 1277 en respuesta a una crisis de embajadas, y en 1287 saquearon Pagan, poniendo fin al dominio de 250 años del reino Pagan sobre el valle del Irrawaddy y su periferia cuando el rey Pagan de entonces abandonó su palacio al enterarse de la marcha mongola. El dominio de Pagan sobre Birmania central llegó a su fin diez años más tarde, en 1297, cuando fue derrocado por el Reino Myinsaing de los gobernantes Shan.

## División, los ava y los pegu
Lo que fuera el Reino de Pagan quedó dividido al cabo de unos años. La Dinastía Ava se estableció en la ciudad de Ava en 1364 y resucitaría parte de la cultura de Pagan, a la cual estaban hermanados. Durante su existencia siempre tuvo roces con dinastías de otras tierras como la ming o con jefes tai. En 1527 los shan, también de otras tierras, destruyeron la Dinastía Ava, a pesar de que sus dominios tenían fronteras fáciles de defender.
Por otro lado los remanentes mon se establecieron primero en Martaban y luego en Pegu. Durante el gobierno del rey Rajadhirat (1383-1421) los pegu se vieron en continua lucha con los ava. La reina pegu Baña Thau (1453-1472) fue otra célebre gobernante que sumió a su pueblo en un estado de paz. Designó sucesor al monje budista Dhammazedi (1472-92) que convirtió a su pueblo en centro del Budismo Theravada. Por desgracia el gobierno de este monje fue el último de los pegu.

## Unión bajo la Dinastía Toungoo
Poco antes de la desaparición de la Dinastía Ava surgió el rey Mingyinyo fundó la dinastía Toungoo (1486-1599) en Toungoo. Con la desaparición de Ava muchos de sus habitantes migraron a Toungoo convirtiendo a ésta dinastía en una sucesora de la desaparecida Ava.
Su heredero, Tabinshwehti (1530-1550) vio como Ayutthaya se convertía en un importante reino en la zona que luego sería Siam y como toda Asia cambiaba radicalmente políticamente hablando. Los europeos habían llegado y habían convertido la zona en una viva región comercial. 
Tabinshwehti reunificó lo que luego sería Myanmar y su cuñado Bayinnaung (1551-81) realizaría grandes conquistas, incluida toda Ayutthaya, pero las rebeliones y las incursiones portuguesas harían que la Dinastía, ahora en Pegu, se alejara al norte y fundara una segunda Dinastía Ava o Dinastía Restaurada Toungoo (1597-1752), cuyo máximo artífice fue el reunificador nieto de Bayinnaung, Anaukpetlun, en 1613. Este infligiría una seria derrota a los portugueses, frenando su avance en Myanmar.
El fin de la Dinastía Restaurada llegaría en 1752, tras una progresiva debilitación ante rebeliones pegu. Sería la dinastía Konbaung la que en 1753, compuesta de birmanos (parientes de los ava) acabasen expulsando a los pegu, reconquistando una gran porción de territorio, aniquilando muchos mons en el proceso y repeliendo a China. En 1824 el rey Bagyidaw conquistó Assam y esto lo puso frente a intereses hindúes y británicos.

## Dinastía Konbaung

### Guerra contra los británicos

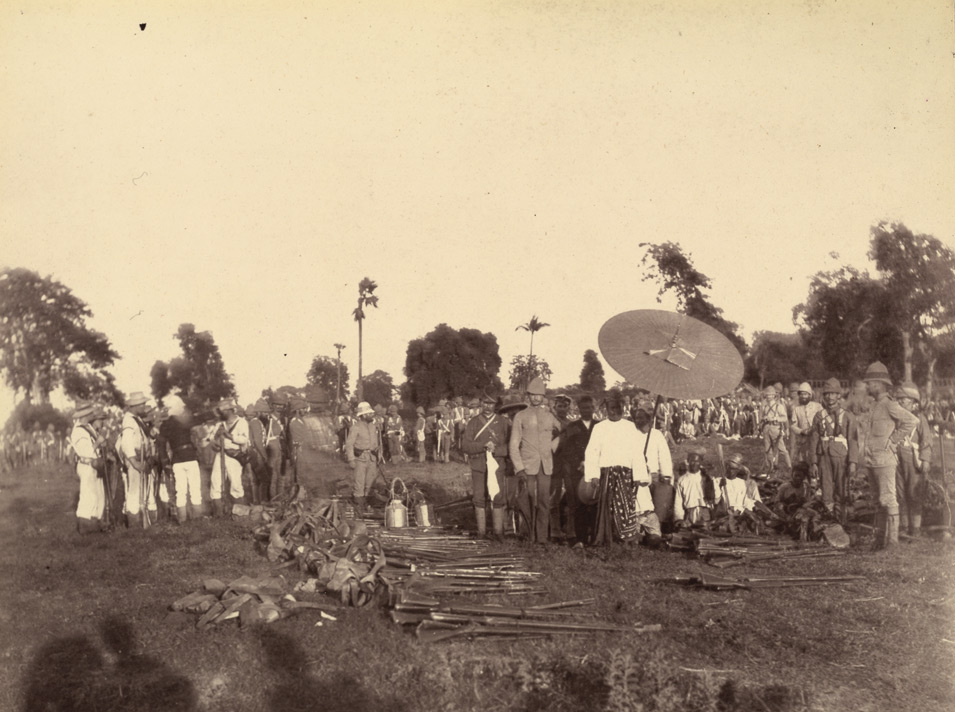
Fotografía de la rendición del ejército birmano en la tercera guerra anglo-birmana.

El imparable avance de Bagyidaw y las constantemente cambiantes fronteras e incluso el ataque a los británicos hizo que estos se unieran a los siamitas y comenzara la Primera Guerra Anglo-Birmana en 1824. En 1826 la guerra acabó con la derrota biramana que perdieron mucho territorio tras el Tratado de Yandabo. 
En 1852 el comodoro Lambert fue enviado a territorio birmano y tras una acción marítima contra los birmanos estalló la Segunda Guerra Anglo-Birmana. La guerra provocaría la pérdida de más territorios y una revuelta que acabaría con el rey Pagan Min que fue remplazado por su medio-hermano Mindon Min (1853-78). Este trató de modernizar su reino e impulsar la economía y trasladó la capital a Mandalay. 
Pero para los británicos no fue suficiente y en 1885, bajo el pretexto de que el rey, Thibaw Min, era un tirano simpatizante de los franceses, declararon una Tercera Guerra Anglo-Birmana, por la que toda Birmania quedó bajo el dominio del Imperio Británico.

## Colonia Británica
El Imperio Británico estableció un protectorado colonial en 1886 con capital en Rangún y Birmania se convirtió en provincia de la India británica. La resistencia continuó en el norte del país hasta 1890 y acabó con la destrucción de pueblos y el designó de nuevos líderes militares. El Canal de Suez fue abierto por esa época y la economía birmana y la demanda de arroz creció, así como los impuestos a terratenientes del Virreinato Indio.
Con el tiempo los birmanos no se vieron beneficiados excepto algunos de ellos, los cuales pudieron ir a estudiar a Londres. Al volver exigieron más independencia de la India británica y desde 1920 el progreso y la reforma, con poderes limitados, fue surgiendo, así como mayor representación birmana en la política. Pero para algunos el progreso era lento y protestas contra muchos impuestos se alzaron ese año. El 30 de diciembre de 1930 el monje birmano Suya San comenzó una protesta regional y ésta acabó en una insurgencia de dos años.
Para frenar la insurgencia los británicos recurrieron a la fuerza militar en todo su potencial y a promesas de reformas. San fue juzgado y ejecutado. Su muerte haría surgir una nueva generación política y los estudiantes fueron protagonistas del descontento con una revuelta en 1936, el movimiento Thakin separó Birmania de India y prometió una nueva Constitución y elecciones a una asamblea. A muchos esto les pareció un movimiento demasiado pensado para mantener a los birmanos atados y otros lo ceptaron. Ba Maw o U Saw fueron los dos primeros ministros.

## Segunda Guerra Mundial

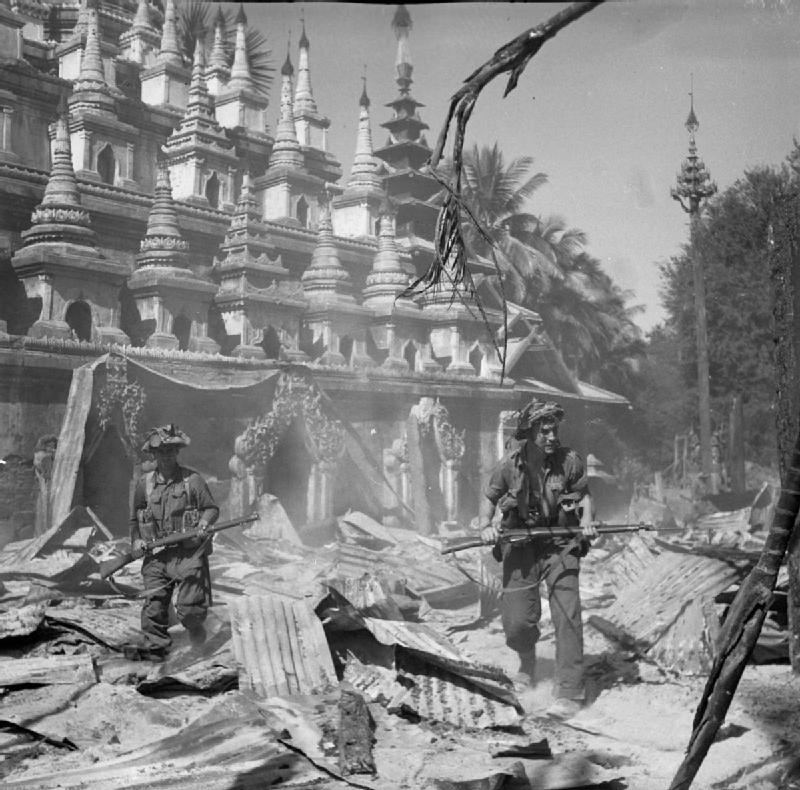
Soldados británicos patrullando en las ruinas de la ciudad de Bahe durante el avance a Mandalay.

Durante la II Guerra Mundial algunos birmanos querían sacar provecho de la guerra participando y otros no querían verse envueltos en ella, como gente que había participado en el Movimiento Thakin. Ante la perspectiva de una posible ocupación japonesa de Birmania el movimientario que Aung San, antiguo miembro del movimiento Thakin, creó el Ejército de la Independencia de Birmania. 
Los japoneses invadieron Birmania en 1942 e hicieron acuerdos con Aung San y el ejército de éste, que creció espectacularmente y cambió varias veces de nombre por intereses japoneses, que además adiestraron a muchas unidades. Los japoneses ordenaron a Ba Maw formar un gobierno para declarar independiente a Birmania. Todo era ilusión y Ba Maw una marioneta. Cuando Aung San se desengañó buscó la  ayuda de los comunistas. Aung San movilizó a su ejército y en contacto con los Aliados a través de los británicos, propició la revuelta de marzo de 1945 contra los japoneses.

## Independencia y república socialista
Reino Unido volvió a tomar el control de Birmania en 1945 y, tras unas negociaciones que se prolongaron hasta enero de 1947, trabajaron para otorgar la independencia al país, mientras Aung San era asesinado por hombres de U Saw y el movimiento comunista crecía. El 4 de enero de 1948, el Reino Unido reconoció la independencia encabezada por el líder independentista U Nu, mientras potencias extranjeras ayudaban a reconstruir el país de la guerra.
En 1949 se produjo una sublevación comunista dominada por el Gobierno de U Nu. Este ganaría unas elecciones de 1960 por amplia mayoría en un momento de inestabilidad dentro del país. En 1962 se impuso un régimen militar encabezado por el general Ne Win, que derrocó a U Nu.
Tras aprobarse una nueva Constitución, que definió al país como "república socialista" (enero de 1974), en marzo de 1974 Ne Win fue elegido presidente mientras creaba un sistema unipartidista, se alejaba del ejército, aislaba al país, nacionalizaba la industria y unía el poder legislativo, judicial y ejecutivo en el Consejo Revolucionario. Reelegido en marzo de 1978, dimitió en junio de 1981 (le sucedió el general San Yun) pero siguió al frente partido único del país y de este hasta 1988.
Por esa época la idea socialista birmana se disipó y la economía crecía ligeramente con ayuda extranjera. Pero se preparaba una revolución. El 8 de agosto de 1988 estalló una rebelión para pedir democracia, conocida como Levantamiento 8888. Se desató un baño de sangre y murieron miles, en su mayoría monjes, civiles y estudiantes. El general Saw Maung se alzó en el poder, declaró la ley marcial y creó el Consejo para la Restauración de la Ley y el Orden del Estado. Aún murieron más y se creó un estado militar acabando la revolución el 18 de septiembre.

## Estado militar
En 1989 el gobierno militar fruto de un golpe de Estado en 1988, cambió el nombre del país por el de "Unión de Myanmar". Este cambio fue rechazado por los opositores del actual gobierno, tanto dentro como fuera del país, que afirman que el gobierno no tenía la autoridad para realizar dicho cambio. El título de Unión de Myanmar es reconocido por las Naciones Unidas y por la Unión Europea, pero rechazado por algunos gobiernos del resto del mundo.
En 1990 se llevaron a cabo elecciones libres por primera vez en casi 30 años, pero la amplia victoria de la NLD, el partido de Aung San Suu Kyi (hija del activista asesinado Aung San y símbolo de la Revolución) fue anulada por los militares, los cuales rehusaron abandonar el poder.
Aung San Suu Kyi, sufrió arresto domiciliario y fue premio Nobel de la Paz de 1991 convirtiéndose en icono de la democracia, la paz mundial y la libertad. U Thant, birmano, que ocupó el cargo de secretario general de las Naciones Unidas durante dos períodos es después de los dos San la figura más prestigiosa de Myanmar. Myanmar sufrió también el Terremoto del Océano Índico de 2004.
En la actualidad el Gobierno ha tenido numerosos enfrentamientos con tribus birmanas dentro del país, y los habitantes birmanos aún viven en pobreza.
Sin embargo, el gobierno militar fue el primer gobierno de Birmania que ha tomado medidas contra epidemias y analfabetismo entre menores (a los monjes budistas se les impuso como obligación ante la sociedad el deber de enseñar a los niños). Los hospitales móviles empezaron a recurrir el país, incluso áreas alejadas rústicas para prestar los servicios médicos gratuitos a los pobres y vacunar a los niños contra las enfermedades.
Actualmente en Birmania se desarrolla un programa de preparación de especialistas en áreas de medicina, ciencias militares, informática y alta tecnología.Pero es más propaganda del régimen que una realidad seria.